# Ludi Apollinares
Ludi Apollinares — свято у Стародавньому Римі, що відзначалося 6-13 липня на честь бога Аполлона. Вперше організоване під час Другої Пунічної війни.
Ігри (свято) були організовані після прочитання Карміном Марціаном збірки проротцтв. Їх організували згідно з пророцтвами оракула Марціуса, який передбачив поразку у битві при Каннах. Згідно з цими проротцтвами Рим мусів перейняти грецькі ритуали у честь Аполлона. 
Книги Сивілли також підтвердили ті пророцтва.
Ігри відбувались на Circus Maximus парадом еквітів та театральними виставами. На початку вони тривали лише один день та отримували менше фінансування як Ludi Romani чи Ludi Plebeii.
У календарі римлян їх тривалість була 8 днів, а у календарі Філокала дев'ять — з 3 по 13 липня.